# مركز المرأة في التكنولوجيا
مركز المرأة في التكنولوجيا أو مركز المرأة في المجال التكنولوجي (بالإنجليزية: The center for women in technology) تم إنشاء المركز في جامعة ماريلاند بمقاطعة بالتيمور في تموز/يوليه من عام 1988. كان المركز يُعرف مسبقًا باسم «مركز المراة وتكنولوجيا المعلومات». أُسِسَ لتشجيع النساء كمطورات لتكنولوجيا المعلومات ومستخدمات لـ«تقنية المعلومات» على حد سواء. احتوى الموقع الأصلي لمركز المرأة في التكنولوجيا على عدد كبير من المصادر والروابط. وعمل كمركز تبادل للمعلومات «غرفة المقاصة» للنساء وتكنولوجيا المعلومات. كما ركز هذا العمل على صفوف الحضانة حتى الصف الثاني عشر فضلًا عن دعم طلاب الجامعات وترقية القوى العاملة واستبقائهم. كما يشمل التخصصات الهندسية منذ عام 2006 حتى تغير اسمه في 2011 إلى مركز المرأة في التكنولوجيا.